# Архіваріус Сполучених Штатів
Архіваріус Сполучених Штатів, (англ. Archivist of the United States) — офіційна особа, яка здійснює зберігання всіх законодавчих актів, прийнятих Конгресом США, їх об'єднання в Великий звід законодавства Сполучених Штатів і надання в публічне користування. 
Посада заснована в 1934 р. разом з установою Національного архіву. З 1 квітня 1985 Національна адміністрація архівів та записів (англ. National Archives and Records Administration) перетворилася на незалежне агентство. 
Нинішній виконувач обов'язків архіваріуса: Марко Рубіо обіймає посаду з 16 лютого 2025.